# منتخب بولندا لهوكي الجليد
منتخب بولندا لهوكي الجليد هو المنتخب الذي يمثل بولندا في منافسات هوكي الجليد، والذي يتم إدارته من قبل إتحاد بولندا لهوكي الجليد، أبرز إنجازاته هو فوزه بالمركز الثالث في بطولة أوروبا لهوكي الجليد في سنة 1929 واحتلاله المركز الرابع في بطولة العالم لهوكي الجليد في سنة 1930.

## وصلات خارجية
- الموقع الرسمي